# Mauro Cabral
Mauro Cabral (Córdoba (Argentina), 2 d'octubre de 1971) és un activista transgènere argentí que lluita pels drets de les persones intersexuals i transsexuals. És el codirector de GATE (Acció Global per a la Igualtat Trans), aixió com signatari dels Principis de Yogyakarta sobre l'aplicació de la legislació internacional de drets humans en relació amb l'orientació sexual i la identitat de gènere.

## Infància i perspectives
Mauro Cabral, assignat com a dona en néixer va fer la seva transició cap a home, ja que, durant la seva infància i adolescència, el seu cos era considerat diferent o "incomplet". Per això, va haver de travessar dues importants cirurgies i diversos anys de procediments invasius.
Cabral considera que existeix una vinculació molt forta entre els processos de normalització de persones intersexuals i l'homofòbia. Segons ell, el desafiament es basa en obrir-se a l'experiència de la diversitat de cossos sense la necessitat de medicalitzar aquesta experiència.

## Activisme
Mauro Cabral ha estat implicat en l'activisme transsexual i intersexual des de 2005. Fins al 2007 va estar a càrrec de la coordinació de l'Àrea Trans i Intersex de la Comissió Internacional Gai i Lesbiana de Drets Humans (IGLHRC) a Llatinoamèrica. Així mateix, el 2006 va participar en la producció dels Principis de Yogyakarta, en l'Aplicació de Legislació sobre Drets Humans a l'Orientació Sexual i la Identitat de Gènere, i en va ser un dels 29 signataris inicials.
Gràcies al seu rol com a activista, Cabral va col·laborar significativament al fet que a l'abril de 2012 s'aprovés la Llei n° 26.743 d'Identitat de Gènere a Argentina, la qual permet que les persones trans (travestis, transsexuals i transgèneres) siguin inscrites en els seus documents personals amb el nom i el sexe d'elecció.